# Вьяр, Себастьен
Себастьен Вьяр (фр. Sébastien Viars, родился 24 июня 1971 года в Орийаке) — французский регбист, выступавший на позиции центра и винга. Бронзовый призёр чемпионата мира 1995 года.

## Биография

### Семья
Родом из регбийной семьи, в эту игру играли его младший брат Жан-Франсуа и двое его дядей — Патрик Бональ и Жан-Мари Бональ.

### Карьера игрока
Вьяр родился в Орийаке. До 1990 года играл за клуб «Стад Орийак», после чего перешёл в клуб «Брив». 1 февраля 1992 года дебютировал в сборной Франции матчем против Уэльса в Кардиффе в рамках Кубка пяти наций.  Персональный рекорд составил 26 очков в игре 21 марта 1992 года против Ирландии на том же турнире: Вьяр занёс 2 попытки, провёл 5 реализаций и дважды забил со штрафных В 1995 году в составе сборной Франции по регби выступил на чемпионате мира в ЮАР и стал бронзовым призёром, сыграв на турнире только матч против Кот-д'Ивуара и занеся одну попытку. 23 ноября 1996 года Вьяр сыграл свой первый матч за звёздный клуб «Барбарианс Франсез» против ЮАР (победа 30:22). 28 июня 1997 года завершил выступления в сборной матчем против Австралии в Брисбене, набрав 41 очко (4 попытки, 6 реализаций и 4 штрафных) в 17 играх.
Выступая на позиции трёхчетвертного и крыльевого, Вьяр выиграл с «Бривом» Кубок Ива дю Мануара в 1996 году, а в 1997 году завоевал и первый в истории клуба Кубок Хейнекен. 25 января 1997 года в финале второго розыгрыша Кубка Хейнекен на стадионе «Кардифф Армс Парк» его клуб победил команду «Лестер Тайгерс» со счётом 28:9, став вторым клубом из Франции, выигравшим этот трофей (год назад первый розыгрыш завершился победой «Тулузы»). На следующий год Вьяр снова с клубом вышел в финал Кубка Хейнекен, однако проиграл английскому «Бату» 18:19. После поражения в финале покинул состав «Брива», отыграл один сезон за «Стад Франсе» и выиграв только Кубок Франции в сезоне 1998/1999.
С сезона 1999/2000 Вьяр играл за команду «Клермон Овернь», с которой дошёл до финала Топ-14 2000/2001 и Европейского кубка вызова 2003/2004. В июне 2005 года сыграл вместе со своим братом Жаном-Франсуа за «Барбарианс Франсез» против сборной Западной провинции в южноафриканском Стелленбосхе (поражение 20:22). Отыграв 16 сезонов на профессиональном уровне, в 2006 году Вьяр завершил карьеру игрока. В его активе 132 очка в 50 играх в Кубке Хейнекен и Европейском кубке вызова.

### После карьеры игрока
В настоящее время Вьяр комментирует матчи Топ-14 на телеканале Rugby+.

## Достижения
- Топ-14
  - Финалист: 1996, 2001
- Челлендж Ив дю Мануар
  - Победитель: 1996
- Кубок Хейнекен
  - Победитель: 1997
  - Финалист: 1998
- Европейский кубок вызова
  - Финалист: 2004
- Кубок Франции
  - Победитель: 1999
- Чемпионат мира
  - Бронзовый призёр: 1995